# Kyoto (livro)
Kyoto (Koto) é um romance escrito em 1962, pelo escritor japonês Yasunari Kawabata, ganhador do Prêmio Nobel de Literatura de 1968.

## Sumário
O livro conta a história de Chieko, uma jovem que testemunha a falência tanto da loja de sua família, assim como de vários outros estabelecimentos comerciais da antiga capital japonesa, Kyoto. Regida pelas mudanças culturais impostas pelo período pós-guerra, Kyoto vive então sob a influência ocidental, e a história se passa no período imediatamente posterior à retirada das tropas de ocupação norte-americanas. Abandonada quando bebê, Chieko é filha adotiva de um fabricante de quimonos tradicional em Kyoto, e seu pai adotivo, Takichiro Sada, é um artista frustrado, que vê a decadência de sua loja mediante a ocidentalização do Japão.
Num passeio pelo interior, na aldeia de Kitayama, surge um encontro acidental entre Cheiko e sua irmã gêmea Naeko, desde a infância criada em ambiente hierarquicamente diverso do seu. A partir de então, as duas irmãs tentam uma aproximação, embaladas pelo destino que constantemente as surpreende. O leitor se vê envolvido pela sutileza do brotar da sexualidade nas duas irmãs, conhecendo aos poucos as paisagens e os festivais da antiga capital, que permaneceu sendo o centro da cultura milenar japonesa.
Ao final, Kawabata deixa suspensa a resolução, o leitor fica incerto quanto ao futuro das irmãs, pois o autor não oferece a solução para os dramas pessoais, mas insinua a continuidade da existência.

## Características
“As páginas iniciais do romance são um exemplo da delicada escritura de Kawabata. Com suas frases curtas e objetivas, sem qualquer pressa, ele adiciona, camada após camada, novos elementos à descrição da primavera, introduzindo-nos em um cenário no qual Chieko e a natureza acabam por se fundir em uma fascinante empatia”.
Nesse romance, “o ideal de beleza de Kawabata, intimamente relacionado à tradição, está mais uma vez comprometido com as mudanças e com a ocidentalização de seu país”.
A passagem das estações do ano tem grande importância para a cultura japonesa, e o romance "Kyoto" acompanha esse movimento estético, através de escrita intimista e lírica, haja vista Kawabata ter sido um dos partidários da corrente neo-sensorialista shinkankakuha ("Sensações Literárias") da vanguarda japonesa.
Outra tradição secular que ocorre no romance é o ritual da fabricação de quimonos, que vai desde a elaboração das estampas até a adequação a determinada situação ou estação do ano, e suas cores e desenhos expressam traços da personalidade de quem os veste.